# Neolaparus videns
Neolaparus videns är en tvåvingeart som först beskrevs av Walker 1851.  Neolaparus videns ingår i släktet Neolaparus och familjen rovflugor. Inga underarter finns listade i Catalogue of Life.